# Fantavision
Fantavision (ファンタビジョン) est un jeu vidéo de puzzle développé par Sony Computer Entertainment Japan et édité par Sony Computer Entertainment, sorti en 2000 sur PlayStation 2 pour le lancement de la console. Il est ressorti en 2015 sur PlayStation 4.

## Système de jeu
Le jeu met en scène des feux d'artifice. Le joueur doit faire appel à sa capacité à faire correspondre des couleurs et à reconnaître des symboles.

## Accueil
- Jeuxvideo.com : 11/20[1]